# نعمان (الصومعة)

تعديل مصدري - تعديل

نعمان هي إحدى قرى عزلة المحمدين بمديرية الصومعة التابعة لمحافظة البيضاء، بلغ تعداد سكانها 51 نسمة حسب تعداد اليمن لعام 2004.